# Тунуян (река)
Тунуян (исп. Tunuyán) — река, протекающая по территории аргентинской провинции Мендоса. Берёт своё начало на юго-восточных склонах горы Невадо-Пикенес и впадает в реку Десагуадеро. Расход воды — 33,6 м³/с.

## Описание
Имеет неглубокий водосборный бассейн. Верхняя его часть расположена в пределах Кордильер, между вершинами аргентино-чилийской границы. При этом течением охвачен горный хребет протяжённостью около 90 км, от горы Невадо-Пикенес (6019 м) до вершины Эль-Горро (4944 м). Площадь данной части бассейна составляет 2379 км², из которых 81 % расположен на высоте свыше 3000 метров.
Три реки составляют верхний бассейн: собственно река Тунуян, Салинильяс и Колорадо, которые впадают в первую; после этого река приобретает черты единого потока. Площадь водосбора Тунуяна до слияния с Салинильяс составляет около 943 км². Далее по течению следует долина, обособленная с западной стороны чередой отрогов. На данном 25-километровом пути в реку впадают маленькие, но быстрые ручьи. Затем в долине Колорадо происходит слияние с одноимённой рекой. Далее течение Тунуяна приобретает восточное направление. К востоку от Кахон-дель-Тунуян река окончательно покидает горную местность и выходит на предгорья, изменяя свои характеристики, выраженные в расширении основного русла и уменьшении уклона. Впоследствии впадает в реку Десагуадеро.